# الحر بن عبد الرحمن الثقفي
الحر بن عبد الرحمن الثقفي  رابع ولاة الأندلس من قبل الدولة الأموية، حيث ولاه عليها محمد بن يزيد والي أفريقية بعد أن بعثه إليها في ذي الحجة 97 هـ في أربعمائة رجل من وجوه أفريقية، خلفًا لأيوب بن حبيب اللخمي الذي كان الأندلسيون قد اختاروه ليخلف الوالي المقتول عبد العزيز بن موسى بن نصير.
ينتسب الحر إلى أسرة من أشراف ثقيف، فهو الحُر بن عبد الرحمن بن عبد الله بن عثمان بن عبد الله بن ربيعة بن الحارث بن حبيب بن مالك بن حطيط الثقفي، فأباه عبد الرحمن كان واليًا على الكوفة، وجد أبيه عثمان بن عبد الله كان حامل لواء ثقيف يوم حنين. ويعد الحر بن عبد الرحمن أول قائد عربي يعبر جبال البرانس عام 99 هـ، حيث قاد حملة صغيرة على سبتمانيا، ولكن دون أن يحقق نجاحًا ملحوظًا.
أمضى الحر في فترة ولايته في قمع النزاعات التي قامت بين العرب والبربر، وإصلاح الجيش وتنظيم الدولة، إضافة إلى دحر محاولات القوط المسيحيين استعادة الأراضي التي غزاها المسلمون، ونجح في ذلك إلى حد كبير، واستطاع أن يحصر مناطقهم في منطقة البشكنس. في عهده، هزم المسلمون أول هزيمة لهم في الأندلس في معركة كوفادونجا بقيادة بيلايو، التي نتج على إثرها نواة أول مملكة مسيحية في شمال شبه الجزيرة الأيبيرية منذ دخول المسلمين الأندلس.
ولما تولى الخليفة عمر بن عبد العزيز الحكم، عزله واستعمل السمح بن مالك الخولاني، وقد دامت ولاية الحر الثقفي سنتين وثمانية أشهر.